# David Pierre Giottino Humbert de Superville
Pour les articles homonymes, voir Humbert.
David Pierre Giottino Humbert de Superville, né à La Haye le 18 juillet 1770 et mort le 9 janvier 1849 à Leyde, est un savant et artiste hollandais. Il était portraitiste, dessinateur, lithographe et graveur. Il a écrit des traités sur l'art et avait une conception visionnaire et médiumnique de la condition de l’artiste.

## Biographie
David Pierre Giottino Humbert de Superville est le fils de l'artiste peintre Jean Humbert, un peintre hollandais d'ascendance suisse et française. Son frère, l'ingénieur militaire Jean-Émile Humbert, redécouvrit la cité disparue de Carthage. Son troisième prénom était à l'origine un surnom qu'il avait reçu en Italie du fait des affinités que montrait son travail avec celui du maître italien Giotto. Il utilisait également le nom de famille de sa grand-mère Emilie de Superville, qui était la fille du théologien calviniste français Daniel de Superville, lequel avait fui la France en 1685 pour se réfugier aux Pays-Bas. Il est notamment l'auteur d’un traité théorique de la pensée romantique qui influencera ensuite le symbolisme. 
David Pierre Giottino vécut à Rome entre 1789 et 1800, et dut quitter la ville à cause de son soutien aux armées françaises livrant bataille aux troupes papales en 1799. En 1812, à plus de quarante ans, après avoir mené une vie fort aventureuse, il vint s'établir à Leyde aux Pays-Bas où il fut directeur de l'Académie de dessin (1814-1823) et du cabinet des estampes (1823-1849). Il a écrit un Essai sur les signes inconditionnels dans l'art, publié à Leyde en 1827.
Humbert de Superville épousa en 1788 Elisabeth Paradijs dont il eut deux fils ; l'un mourut très jeune et l'autre, à l'âge de 24 ans, de la fièvre typhoïde.
Un portrait d'Humbert de Superville de 1848, dû à Jacobus Ludovicus Cornet, appartient maintenant au Rijksmuseum. Sa biographie David Pierre Giottin Humbert de Superville, 1770-1849, par Cornelia Haas-Madeleine a été publiée par A.W. Sijthoff à Leyde en 1941. En 1988, une exposition de son travail a eu lieu au Musée Fabre de Montpellier et à l'Institut Néerlandais de Paris.

## Galerie
(Collection Bibliothèque universitaire de Leyde)

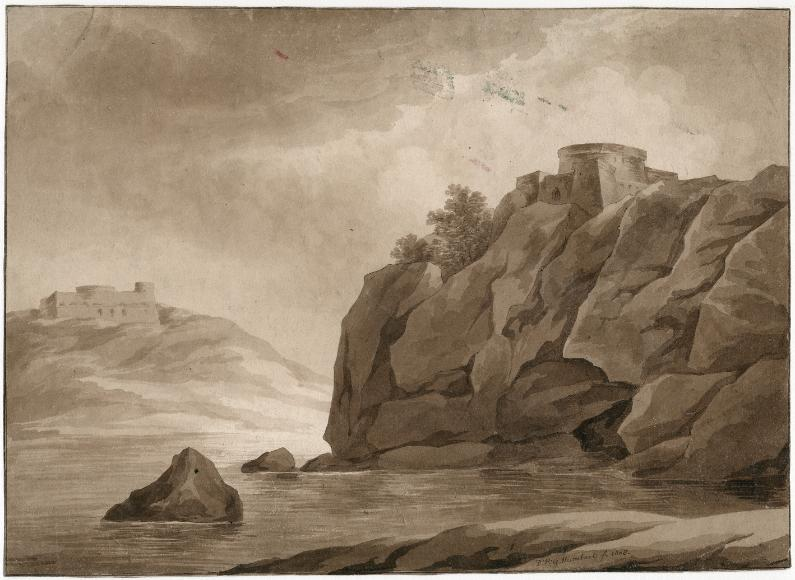
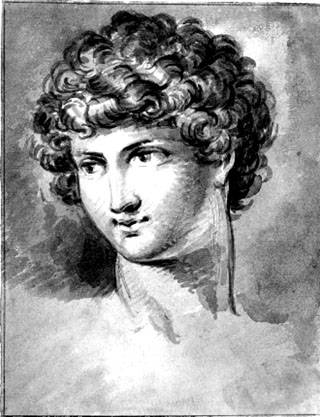
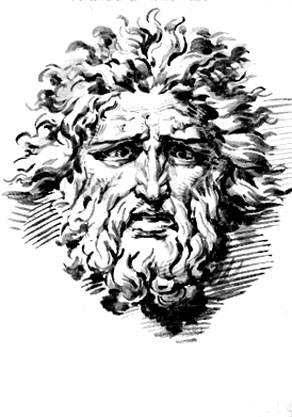
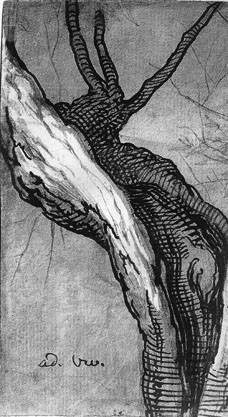
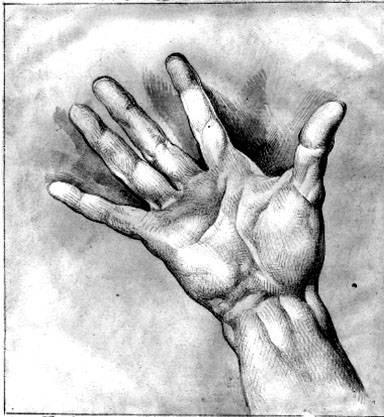

## Sources
- (nl) Nouveau Dictionnaire biographique néerlandais
- Musée Fabre
- Thorbecke-archief, 2e deel (1820-1825), Historisch Genootschap (Utrecht)